# Tres Ocotes
Tres Ocotes är en ort i Mexiko.   Den ligger i kommunen San Sebastián Río Hondo och delstaten Oaxaca, i den sydöstra delen av landet, 500 km sydost om huvudstaden Mexico City. Tres Ocotes ligger 2 838 meter över havet och antalet invånare är 195.
Terrängen runt Tres Ocotes är huvudsakligen lite bergig. Tres Ocotes ligger uppe på en höjd. Runt Tres Ocotes är det ganska glesbefolkat, med 34 invånare per kvadratkilometer. Närmaste större samhälle är San Pedro Mixtepec, 18,6 km öster om Tres Ocotes. I omgivningarna runt Tres Ocotes växer i huvudsak blandskog.